# Rhizophagus ussuriensis
Rhizophagus ussuriensis es una especie de coleóptero de la familia Monotomidae.

## Distribución geográfica
Habita en Rusia.